# الک میلن (بازیکن فوتبال، زاده ۱۸۸۹)
الک میلن (انگلیسی: Alec Milne; ۲۹ سپتامبر ۱۸۸۹ – 1970 (aged 81)) بازیکن فوتبال اهل بریتانیا بود.
از باشگاه‌هایی که در آن بازی کرده‌است می‌توان به باشگاه فوتبال استوک سیتی و باشگاه فوتبال دونکستر راورز اشاره کرد.